# Neil Hudson
Neil Hudson (°24 januari 1957) is een Brits voormalig motorcrosser.

## Carrière
In 1979 werd Hudson vice-wereldkampioen na de Zweed Håkan Carlqvist in het Wereldkampioenschap motorcross 250cc op een Maico. Hij behaalde de wereldtitel 250cc in 1981 als lid van het fabrieksteam van Yamaha. Hij was de eerste Britse rijder die een wereldtitel behaalde in de 250cc. In 1982 maakte hij de overstap naar de 500cc en eindigde dat seizoen als derde na Brad Lackey en André Vromans.

## Palmares
- 1981: Wereldkampioen 250cc